# Convention de reclassement personnalisée
Pour les articles homonymes, voir CRP.
La convention de reclassement personnalisé (CRP) était en France un système d'accompagnement des salariés ayant fait l'objet d'un licenciement économique.
Instauré par une loi du 18 janvier 2005, ce texte prévoyait que les partenaires sociaux définissent les modalités pratiques de mise en œuvre du dispositif ce qui fut fait dans un accord conclu le 5 avril 2005 et une convention collective en date du 27 avril 2005 agréée par arrêté du ministre de l’emploi le 24 mai 2005. L’application de la convention de reclassement personnalisé a été renouvelée par une convention d’assurance chômage du 18 janvier 2006, agréée par arrêté du ministre de l’emploi le 23 février 2006.
Finalement, depuis le 1er septembre 2011, ce dispositif a été remplacé par celui du Contrat de sécurisation professionnelle.

## Description du dispositif
La convention de reclassement personnalisée, d’une durée de 8 mois, avait pour objet de permettre aux salariés licenciés pour motif économique, issues des entreprises non tenues de mettre en place le congé de reclassement, de bénéficier, après la rupture de leur contrat de travail, d’un ensemble de mesures permettant un reclassement accéléré. 
Même si l'adhésion au CRP entraînait la rupture du contrat de travail d'un commun accord, le salarié conservait la possibilité de contester le motif du licenciement à l'origine de la proposition de CRP. Une solution équivalente prévalait dans le passé en cas d'adhésion aux conventions de conversion. 
Pendant la totalité de la durée de la CRP, le salarié bénéficiait d’un accompagnement renforcé et d’une allocation : 

### Un accompagnement renforcé
Un conseiller de l’ANPE aidait le salarié concerné à définir et réaliser son projet de reclassement
- évaluation des compétences professionnelles (avec bilan si nécessaire)
- suivi individuel avec un référent unique (chaque référent suit un portefeuille d’environ 110 bénéficiaires),
- mesures d’appui social et psychologique,
- orientation dans la recherche d’emploi,
- mesures d’accompagnement (préparation aux entretiens d’embauche et technique de recherche d’emploi),
- actions de validation des acquis de l’expérience,
- actions de formation, si nécessaire.

Dans les 8 jours qui suivent le début de la convention, l’intéressé bénéficiait d’un entretien de pré bilan réalisé par Pôle Emploi afin d’élaborer un plan d’action de reclassement personnalisé décrivant les prestations d’accompagnement qui étaient proposées dans le mois suivant cet entretien. Le bénéficiaire s’engageait à réaliser les actions définies avec son correspondant unique et figurant dans le plan d’action de reclassement personnalisé, mais aussi à se consacrer à plein temps à la recherche d’emploi et répondre aux sollicitations de Pôle Emploi (convocation, proposition d’emploi).

### Une allocation spécifique de reclassement
L’allocation spécifique de reclassement personnalisé (ASR) était versée pendant une période maximum de 12 mois à compter de la fin du contrat de travail (sans délai de carence). Pour les salariés ayant 2 ans d'ancienneté au moment du licenciement, le montant de l’allocation spécifique de reclassement était de 80 % du salaire brut moyen des 12 derniers mois. Les bénéficiaires ne justifiant pas de 2 ans d’ancienneté percevaient une allocation du même montant que l’Allocation d'aide au retour à l'emploi. Cette allocation n’était pas soumise aux cotisations sociales ni à la CSG et à la CRDS, mais uniquement à un prélèvement de 3 % pour permettre la validation au titre des retraites complémentaires de la période passée en CRP.

## Le financement de la CRP
La CRP était financée par les organismes d’assurance chômage ainsi que par les employeurs ayant proposé la CRP aux salariés qu’ils envisageaient de licencier. 
L’employeur contribue au financement de l’allocation spécifique de reclassement en s’acquittant, auprès de l’institution d’assurance chômage compétente, du paiement d’une somme correspondant à deux mois de salaire, lorsque le salarié avait au moins 2 ans d'ancienneté. Par ailleurs, pour tout bénéficiaire d’une convention de reclassement personnalisé, quelle que soit son ancienneté dans l’entreprise, l’employeur versait une participation au financement des prestations d’accompagnement et des aides au reclassement personnalisé.
Afin de faciliter le reclassement des bénéficiaires de la CRP, l’État participait au financement des dépenses liées aux mesures d’accompagnement pour un montant équivalent au total des contributions versées par les employeurs au titre du DIF. Afin de formaliser cet engagement, l’État avait signé avec l’Unédic une convention le 8 juillet 2005, renouvelée le 8 septembre 2006. Cette convention prévoit la mobilisation de prestations mises en œuvre par l’ANPE et l’AFPA.